# Glyptothorax ketambe
Glyptothorax ketambe är en fiskart som beskrevs av Ng och Renny Hadiaty 2009. Glyptothorax ketambe ingår i släktet Glyptothorax och familjen Sisoridae. Inga underarter finns listade i Catalogue of Life.